# Франц Конрад фон Зикинген
Франц Конрад фон Зикинген (на немски: Franz Konrad von Sickingen; * 1511; † 1575) е благородник от стария благороднически род фон Зикинген от Крайхгау в Баден-Вюртемберг, господар на Хоенбург (в Долен Елзас), Ебернбург, Ландщул и Зикинген (днес в Хехинген), маршал на Курфюрство Пфалц, императорски дворцов и военен съветник.
Той е вторият син на вожда на германското рицарство Франц фон Зикинген (1481 – 1523 в битка) и съпругата му Хедвиг фон Флерсхайм († 1515), сестра на Филип фон Флерсхайм (1481 – 1552), княжески епископ на Шпайер (1529 – 1552), дъщеря на Ханс фон Флерсхайм и Отилия Кранх фон Кирххайм. Правнук е на рицар Швикер/Швакхарт фон Зикинген, господар на Кефенах и Бирленбах († 1505) и Маргарета Пулер фон Хоенбург († 1517), главна наследничка на род Хоенбург от Елзас. Брат му Швайкхард фон Зикинген (1500 – 1562) е господар на Неуенбюрг, Кьонгернхайм, Кестенбург.
Фамилията е издигната 1606 г. на имперски фрайхер и на 19 февруари 1790 г. на имперски графове.

## Фамилия
Франц Конрад фон Зикинген се жени ок. 1536 г. за Луция фон Андлау (* 9 януари 1514; † 28 април 1547), внучка на Хартман фон Андлау († 1517/1524), кмет на Базел, дъщеря на Йохан Хайнрих фон Андлау († пр. 1515) и Маргарета Рот фон Розенберг († пр. 1530). Те имат два сина:
- Георг Вилхелм фон Зикинген (* 16 септември 1537; † 22 април 1579/12 юли 1581, Лауденбах), женен за Барбара Фогт фон Хунолщайн (* 1536; † 18 май 1598, Шалоденбах), дъщеря на Адам III фон Хунолщайн († 1540)
- Франц фон Зикинген (* 15 март 1539; † 18 март 1597, Амлисхаген), женен пр. 1566 г. за Анна Мария фон Фенинген († 19 септември 1582), дъщеря на Еразмус фон Фенинген († 1582)

Франц Конрад фон Зикинген се жени втори път 1556 г. в Нюрбург за Алверадис фон Милендонк († 23 септември 1564), дъщеря на Дитрих I фон Мирлаер, господар на Милендонк, Шонау и Майдерих († 1549) и Агнес фон Драхенфелс († 1557). Бракът е бездетен.